# Conus trovaoi
''Conus trovaoi'' é uma espécie de gastrópode do gênero Conus, pertencente a família Conidae.